# Heathcliff (Les Hauts de Hurlevent)
Pour les articles homonymes, voir Heathcliff.
Heathcliff est un personnage du roman Les Hauts de Hurlevent d'Emily Brontë. Il est souvent considéré comme appartenant à l'archétype romantique de l'antihéros torturé dont la rage, la jalousie et la colère le détruisent ainsi que ceux qui l'entourent.
Sa nature à la fois compliquée, passionnée, fascinante et étrange en font un personnage rare, avec certaines caractéristiques des héros méchants.

## Biographie du personnage
Heathcliff est un enfant sans-abri de Liverpool recueilli par M. Earnshaw, le père de Catherine et Hindley Earnshaw (en) vivant dans une maison isolée sur la lande. Il reçoit le nom d'un frère de Catherine et Hindley mort en bas âge. Earnshaw avait voyagé à pied du Yorkshire à Liverpool pour ramener l'enfant, et l'étrangeté de ce voyage a conduit certains critiques à émettre l'hypothèse qu'il s'agit en fait de son enfant illégitime. Cependant, dans le roman, l'autrice ne donne aucune indication sur les motifs de cette adoption.
Il épouse Isabelle ou Isabella Linton selon les versions et devient père d'un enfant qui sera nommé Linton Heathcliff.

## Personnalité
Il est décrit comme un enfant très calme, qui endure la maltraitance de son frère adoptif Hindley car celui-ci lui aurait volé l’amour que lui portait son père. Il est "de grande stature, bien bâti, taillé en athlète".Tout le monde, hormis Catherine, le condamne à la damnation et à l'enfer. Il est connu pour inspirer la haine à toute personne qui le rencontre. Cependant, il est également capable d'aimer et peut se montrer comme un homme bon et aimant. Le texte le présente comme « foncé de peau, à la manière d'un gitan, et aux manières et habits d'un gentleman ». Dans le chapitre quatre, Heathcliff est décrit par M. Earnshaw comme « aussi sombre presque comme s'il venait du diable ». C'est un personnage extrêmement complexe et ambivalent de par son amour pour Catherine et son mépris des autres. Catherine et Heathcliff développent rapidement un lien très fort qui se transformera en amour toxique au fur et à mesure de l'histoire. Le personnage d'Heathcliff incarne la figure du antihéros, un monstre dont la rage le mène à l'élaboration d'une vengeance effroyable. Celle-ci occupera la seconde moitié du roman, au cours de laquelle il devient un homme amer et hanté se laissant envahir par la rancune.    
Malgré l’amour que Catherine lui porte, elle se mariera finalement avec Edgar Linton. Selon elle, se marier avec Heathcliff « dégraderait » son image car les deux personnages ne sont pas du même rang social. C’est alors qu’Heathcliff décide de quitter Hurlevent ou il fera fortune sans que nous sachions réellement comment il y parvient. La célèbre citation « De quoi que soient faites nos âmes, la sienne et la mienne sont pareilles. » vient de cette impossibilité de mariage des deux personnages. C’est à contrecœur que Catherine refuse ce mariage « Aussi ne saura t-il jamais comme je l'aime, et cela, non parce qu'il est beau mais parce qu'il est plus moi-même que je ne le suis. »  

## Inspiration
D'après Wemyss Reid, le personnage d'Heathcliff est inspiré de Branwell Brontë, le frère de l'autrice. Pour Miriam Allott, le personnage de Branwell est plus proche de Linton, le fils d'Heathcliff. La famille Brontë a défendu l'idée qu'Heathcliff est inspiré de Welsh Brunty, un fils adoptif de l'arrière-grand-père de Patrick Brontë, mais l'historienne Juliet Barker affirme que l'histoire de Welsh Brunty est un mythe inventé par William Wright dans son livre The Brontes in Ireland, paru un demi-siècle après le roman.

## Au cinéma
Le rôle d'Heathcliff est interprété par Laurence Olivier dans l'adaptation cinématographique de 1939, par Timothy Dalton dans celle de 1970 et par Ralph Fiennes dans celle de 1992. Plus tard, il sera interprété par James Howson dans l'adaptation d'Andrea Arnold en 2011.
Les Hauts de Hurlevent fait également l'objet d'un téléfilm dans lequel Heathcliff est interprété par Tom Hardy en 2009.
En 1997, Cliff Richard a joué Heathcliff dans une comédie musicale. Se concentrant principalement sur la vie de Heathcliff, sa quête pour gagner Cathy et sa vie après sa mort. 